# Nachtspuren
Nachtspuren ist ein deutscher Spielfilm von Michael Grothe, welcher am 31. Januar 2009 in Deutschland uraufgeführt und am 28. Mai 2009 auf DVD veröffentlicht wurde. Der Film ist ein Episodendrama, dessen verschiedene Handlungsstränge sich mehrfach kreuzen.

## Handlung
Auf der offiziellen Film-Website wurde folgende Inhaltszusammenfassung veröffentlicht:
„In einer scheinbar gewöhnlichen Nacht kreuzen sich die Schicksale von Menschen, die eines verbindet: Am nächsten Morgen wird ihr Leben nicht mehr das Gleiche sein. Ein junger Polizist steht hilflos vor dem Scheitern seiner Ehe und erlebt den schwersten Dienst seiner Laufbahn. Für eine junge Frau wird aus einem zarten Flirt brutaler Ernst. Ein DJ schöpft in einer Lebenskrise durch eine alte Freundin neue Hoffnung. Zwei Freunde bezahlen für einen Moment des Übermuts einen hohen Preis. Der Verlust seiner Freundin treibt einen jungen Mann zu einer Tat, die die Protagonisten am Ende der Nacht zusammenführt.“

## Produktion
Nachtspuren ist ein sog. Low-Budget-Film, da er fast ohne Budget hergestellt worden ist. Alle Beteiligten haben unentgeltlich an dem Film gearbeitet und nur nebenbei bei der Produktion mitgewirkt. So studierte beispielsweise Produzent Michael Grothe während der Produktionszeit eigentlich das Fach Soziologie an der Universität Bielefeld.
Prominente Unterstützung erhielt das Team von Schauspielerin Nova Meierhenrich, die eine Nebenrolle in dem Film übernahm, nachdem sie das Drehbuch gelesen hatte.
Außerdem steuerte der Rapper Kollegah zwei Songs zum Soundtrack des Films bei.

## Kritik
Der Film wurde weitgehend positiv von der berichtenden Presse aufgenommen. So bezeichnete das Westfalen-Blatt den Film als „durchaus sehenswert“ und nannte die Schauspieler „authentisch“. Das Magazin Ultimo schrieb in Anlehnung an den Drehort Bielefeld: „Bielefeld wird New York“. Die Illustrierte Der Bielefelder beschrieb den Film als „dramatisch und fesselnd“.